# União Bandeirante Futebol Clube
L'União Bandeirante Futebol Clube, noto anche semplicemente come União Bandeirante, era una società calcistica brasiliana con sede nella città di Bandeirantes, nello stato del Paraná.

## Storia
Il club è stato fondato il 15 novembre 1964 come Usina Bandeirante Futebol Clube. Più tardi si fuse con un altro club della stessa città, il Guarani, e il nuovo club assunse il nome di União Bandeirante Futebol Clube.
Ha partecipato al Campeonato Brasileiro Série B nel 1984, al Campeonato Brasileiro Série C nel 1990, nel 1994, nel 1995, nel 1996, nel 1997, nel 1998, nel 2001, nel 2002, e nel 2003. Nel 2000, l'União Bandeirante ha partecipato alla Copa João Havelange, il club venne inserito nel "Modulo Bianco", dove è stato eliminato al secondo turno.
Nel 1990 e nel 1993 ha partecipato alla Coppa del Brasile, nel 1990 è stato eliminato ai sedicesimi di finale dal San Paolo, mentre nel 1993 è stato eliminato agli ottavi di finale dal Grêmio, dopo aver eliminato ai sedicesimi di finale il Brusque.
Il 4 agosto del 2006, il club è stato disattivato dai suoi proprietari, i figli di Serafim Meneghel, che era il patrono del club.

## Palmarès

### Competizioni statali
- Campeonato Paranaense Segunda Divisão: 2

1988, 1992